# Lennart Pettersson
Ingvar Lennart Pettersson (ur. 1 lutego 1951 w Uppsali) – szwedzki pięcioboista nowoczesny.  Brązowy medalista olimpijski z Moskwy.
Zawody w 1980 były jego jedynymi igrzyskami olimpijskimi. Po medal sięgnął w rywalizacji drużynowej, tworzyli ją ponadto Svante Rasmuson i George Horvath. Indywidualnie zajął siódme miejsce.